# Otakar Rytíř
Otakar Rytíř (původním příjmením Richter; 26. června 1913 Vysoké Mýto – 6. května 1979 Ostrava) byl československý voják, náčelník generálního štábu, armádní generál.

## Mládí
Vystudoval gymnázium ve Vysokém Mýtě, kde maturoval 3. června 1932. Následně se přihlásil ke studiu na právnické fakultě UK v Praze. Studií práv zanechal po třech semestrech.

## Vojenská kariéra za První republiky
Dne 1. října 1935 nastoupil vojenskou prezenční službu u dělostřeleckého pluku 101 v Praze-Ruzyni. Již 4. října byl vyslán do Olomouce do školy pro důstojníky hrubého dělostřelectva v záloze. Po jejím absolvování byl 31. května 1936 zařazen do praktického výcviku jako svobodník aspirant u dělostřeleckého pluku 103 v Terezíně. 30. září 1936 byl přijat ke studiu na Vojenské akademii v Hranicích. Dne 29. srpna 1937 byl jmenován poručíkem dělostřelectva a přidělen k horskému dělostřeleckému pluku 201 v Ružomberku, kde velel baterii. Na přelomu let 1937–1938 sloužil u baterie 7/201 v Kežmarku. Za mobilizace v září 1938 byl velitelem nejprve baterie 4/203 a posléze až do 25. prosince 1938 velitelem baterie 5/201. 25. března 1939 byl propuštěn do civilu.

## V zahraničním odboji (1939–1945)
Po okupaci zbytku republiky a vzniku protektorátu Čechy a Morava odešel do Polska, kde byl zařazen 24. srpna do československé exilové armády. Po porážce Polska byl od 22. září internován v zajateckém táboře sovětské NKVD v Sovětském svazu. Po vzniku československé vojenské jednotky v SSSR byl v únoru 1942 jmenován nadporučíkem dělostřelectva a stal se velitelem roty kanónů proti útočné vozbě. 15. července 1942 se stal příslušníkem I. čs. polního praporu s funkcí pobočníka velitele tohoto praporu. 11. září 1943 byl povýšen na kapitána. 13. ledna 1943 byl ustanoven náčelníkem štábu I. polního praporu, s nímž se účastnil bojů na frontě, mj. i v bitvě u Sokolova. Od 8. července 1943 byl ustanoven velitelem I. oddílu 1. dělostřeleckého pluku 1. Československé samostatné brigády. 10. června 1944 byl povýšen na štábního kapitána. Od 5. února 1945 zastával funkci náčelníka štábu dělostřelectva I. Československého armádního sboru v SSSR. Po povýšení na majora 7. března 1945 byl následující měsíc ustanoven náčelníkem štábu Velitelství dělostřelectva hlavního štábu.

## Vojákem po válce
Dne 10. května 1945 byl jmenován podplukovníkem dělostřelectva. Zůstal v činné službě ve funkci náčelníka dělostřelectva československé branné moci. 1. dubna 1946 byl vyslán ke studiu Nejvyšší vojenské akademie K. M. Vorošilova v Moskvě, kterou ukončil 30. dubna následujícího roku.
3. května 1946 si změnil příjmení na Rytíř. Plukovníkem generálního štábu se stal 1. října 1946. 15. května 1947 byl ustanoven náčelníkem štábu Velitelství dělostřelectva Ministerstva národní obrany. 30. dubna 1947 byl jmenován náčelníkem stolice dělostřelectva Vysoké školy válečné v Praze. 15. května 1949 byl ustanoven zástupcem velitele 13. brigády v Karlových Varech.
Brigádním generálem se stal 1. října 1950. Od 15. října téhož roku se stal velitelem 3. Armádního sboru v Plzni. Od 15. července 1951 byl náčelníkem štábu 1. Vojenského okruhu v Praze, od konce ledna 1952 působil jako zástupce velitele 1. Vojenského okruhu v Praze. Dne 1. března 1952 byl povýšen na divizního generála a od 12. listopadu byl pověřen vedením 1. Vojenského okruhu v Praze, velitelem 1. Vojenského okruhu se stal 27. dubna 1953.
4. června 1956 byl jmenován náměstkem ministra národní obrany a 28. července 1956 se stal náčelníkem Generálního štábu ČSLA. Na generálplukovníka byl povýšen 5. září 1959. Armádním generálem se stal 1. května 1966.
Dne 30. dubna 1968 byl odvolán z funkce náčelníka Generálního štábu ČSLA a 7. června nastoupil jako samostatný vědecký pracovník do Vojenského historického ústavu v Praze. Po invazi vojsk Varšavské smlouvy do Československa a sovětské okupaci v roce 1968 byl 25. července 1969 jmenován zmocněncem vlády pro otázky dočasného pobytu Sovětských vojsk v Československu. Následně se stal předsedou ústředního výboru Svazarmu.
Do výslužby odešel na konci července 1977.

## Vyznamenání
Během své vojenské kariéry obdržel řadu vyznamenání:
- Československý válečný kříž 1939, udělen 6×
- Československá medaile Za chrabrost před nepřítelem, udělen 2×
- Československá vojenská medaile za zásluhy, I. stupeň
- Pamětní medaile československé armády v zahraničí, se štítkem SSSR
- Řád Slovenského národního povstání, II. stupeň
- Sokolovská pamětní medaile[5]
- Řád práce
- Vyznamenání Za zásluhy o výstavbu, 1955, číslo matriky 866
- Řád Rudého praporu (SSSR)
- Řád vlastenecké války, I. stupně (SSSR)
- Řád vlastenecké války, II. stupně (SSSR)
- Řád grunwaldského kříže, III. stupeň (Polsko)[6]
- Medaile Za vítězství nad Německem ve Velké Vlastenecké válce 1941–1945[7] (SSSR)
- Medaile Za osvobození Prahy (SSSR)

## Politická činnost
V letech 1962 až 1976 byl kandidátem Ústředního výboru KSČ. V roce 1963 obdržel Řád práce.